# Амель-Мардук
Амель-Мардук (Авель-Мардук) — царь Нововавилонского царства (7 октября 562 — август 560 гг. до н. э.), из X Нововавилонской (халдейской) династии.

## Правление
Амель-Мардук был преемником своего отца Навуходоносора II.  Похоже, что наследование Навуходоносора было хлопотным и что последние годы правления царя были подвержены политической нестабильности. В одной из надписей, написанной очень поздно в его царствование, после того, как Навуходоносор правил уже сорок лет, царь утверждает, что боги избрали его на царство ещё до того, как он родился. Подчеркивание божественной легитимности таким образом обычно делалось только узурпаторами или в случае возникновения политических проблем с его предполагаемым преемником. Учитывая, что Навуходоносор был царём уже в течение нескольких десятилетий и являлся законным наследником своего предшественника, первый вариант кажется маловероятным.
«Хроники Иерахмеила», труд по истории на иврите, возможно, написанный в XII веке нашей эры, утверждает, что Амель-Мардук был старшим сыном Навуходоносора. Однако из хозяйственных документов известно имя сына царя Навуходоносора Мардук-надин-ахи. Самый ранний документ с его именем помечен третьим годом правления Навуходоносора (602/601 год до н. э.) и предполагает, что данное лицо на тот момент было уже взрослым человеком, поскольку он описывается как управляющий своей собственной землёй. Учитывая, что Амель-Мардук подтверждён значительно позже, вполне вероятно, что Мардук-надин-ахи был старшим сыном и законным наследником. Что сподвигло сделать выбор Навуходоносора в пользу Амель-Мардук как своего преемника, непонятно, особенно учитывая, что Мардук-надин-ахи был жив, по крайней мере, ещё в 563 году до н. э., как об этом  свидетельствуют документы.
«Хроники Иерахмеила» говорят, что Навуходоносор заключил Амель-Мардука в тюрьму за предательство, и когда после смерти Навуходоносора Амель-Мардук был освобождён, он выкопал тело отца из могилы и бросил его на съедение стервятникам. Если мы готовы взять информацию отсюда, это означает, что Навуходоносор с сыном были в более чем нелюбезных отношениях.
Как бы там не было, известно, что 7 октября 562 года до н. э. Навуходоносор II умер и Амель-Мардук наследовал престол. Последняя известная табличка, датированная правлением Навуходоносора из Урука, датирована тем же днем, 7 октября, что и первая известная табличка Амель-Мардука из Сиппара.
Амель-Мардука помнят главным образом за то, что он освободил 2 апреля 561 года до н. э., в новогодний праздник Акиту иудейского царя Иехонию после 37 лет тюремного заключения. Об освобождении Иехонии рассказывается в Четвёртой книге Царств и в Книге пророка Иеремии; оба источника называют Амель-Мардука Евилмеродахом:

«В тридцать седьмой год переселения Иехонии, царя Иудейского, в двенадцатый месяц, в двадцать седьмой день месяца, Евилмеродах, царь Вавилонский, в год своего воцарения, вывел Иехонию, царя Иудейского, из дома темничного и говорил с ним дружелюбно, и поставил престол его выше престола царей, которые были у него в Вавилоне; и переменил темничные одежды его, и он всегда имел пищу у него, во все дни жизни его. И содержание его, содержание постоянное, выдаваемо было ему от царя, изо дня в день, во все дни жизни его».— Четвёртая книга Царств; Книга пророка Иеремии
Таким образом, иудеи добились теоретической реставрации своего царства через какие-то тайные пружины при дворе. Очевидно, новый царь был доступен влияниям посторонних, которые при его отце не могли добиться успеха, но сейчас же нашли осуществление своих планов после его смерти. Влияния эти во всяком случае не имели интересов Вавилонского царства и его прочности, а потому царь потерял доверие у национальной знати и жрецов, тем более, что о храмах он не заботился — по крайней мере нет следов его благочестивых работ. Жрец Берос сообщает о нём: «Он правил беззаконно и надменно, а потому убит Нериглисаром, женатом на его сестре, после двухлетнего царствования». И Набонид в своей хронике говорит, что он «преступил завет» своего отца и деда. О закулисной стороне истории того времени мы можем только догадываться; вероятно дело обстояло ещё сложнее, чем говорят наши скудные источники.
По косвенным данным можно судить, что в его правление продолжали ухудшаться отношения с Мидией. При нём вавилоняне потеряли Сузы, захваченные персами, данниками Мидии, но до открытой войны с Мидией не дошло.
Одна надпись, найденная на опоре одного из вавилонских мостов, в которой присутствует имя Амель-Мардука, читаются следующим образом:

«Амель-Мардук, царь Вавилона, тот, кто обновляет Эсагилу и Эзиду, сын Навуходоносора, царя Вавилона».
Эта надпись предполагает, что он отремонтировал храмы Эсагилу в Вавилоне и Эзиду в Борсиппе, но не существует конкретных археологических или текстологических свидетельств, подтверждающих, что в этих храмах действительно велись какие-либо работы от его имени. Некоторые кирпичи и брусчатка в Вавилоне носят его имя, что указывает на то, что некоторые строительные работы были завершены в Вавилоне во время его краткого пребывания на посту царя.
Амель-Мардук правил 1 год и 10 месяцев и был убит между 7 и 13 августа 560 года до н. э. Последним документом времен правления Амель-Мардука является договор, датированный 7 августа 560 года до н. э., написанный в Вавилоне. Четыре дня спустя документы, датированные Нериглиссаром, известны как из Вавилона, так и из Урука. Список царей Урука (также известный как «Список царей 5» или ANET 3 566) отводит Амель-Мардуку 2 года правления.
У Амель-Мардука была по крайней мере одна дочь по имени Инду. Хроники Иерахмеила приписывают Амелю-Мардуку трех сыновей: Регосара, Лебузера-Духа и Набара, хотя, похоже, автор перепутал преемников Амеля-Мардука с его сыновьями (соответственно, Нериглиссаром, Лабаши-Мардуком и Набонидом).
| X Нововавилонская (халдейская) династия |                                                                              |                           |
| Предшественник: Навуходоносор II        | царь Нововавилонского царства 562 — 560 до н. э. (правил 1 год и 10 месяцев) | Преемник: Нергал-шар-уцур |